# Cordia micronesica
Cordia micronesica là loài thực vật có hoa trong họ Mồ hôi. Loài này được Kaneh. & Hatus. mô tả khoa học đầu tiên năm 1939.